# Oscar (azienda)
La Oscar Motor Cycles, casa motociclistica di Rastignano (BO) ha prodotto soprattutto ciclomotori a cavallo tra gli anni sessanta e settanta. È considerata la progenitrice della tipologia di ciclomotori denominati "tuboni".
La produzione comprendeva il College, modello monomarcia equipaggiato da un motore Franco Morini da 49 cm³. Il "Mister College" che utilizzava lo stesso telaio del College ma montava un motore, sempre Franco Morini, FM 4M a quattro marce. Il modello per l'Italia adottava un carburatore Dell'Orto 14/12 e sviluppava una potenza, secondo codice, di 1,14CV a 4.400 giri/min. Esisteva anche una versione "Export" con carburatore Dell'Orto di 19 mm capace di sviluppare circa 4,5CV a 5.000 giri. Il "Mister College" è considerato il primo ciclomotore di tipo "tubone", proposto sul mercato.
I due modelli in questione non avevano ammortizzatori posteriori, per cui, all'inizio degli anni '70, uscì la prima versione del Prototipo che, in pratica, aveva l'unica differenza con il Mister College lo pneumatico posteriore più largo, la sospensioni posteriori ed il portapacchi integrato nel telaio. Questo modello ebbe un notevole successo ed indusse le case concorrenti ad uscire con ciclomotori analoghi. Anche di questo modello erano presenti le versioni "codice" ed "export".
Nel 1975 venne migliorato con nuove sospensioni anteriori ed un nuovo motore Franco Morini con testata "Turbo". Il canto del cigno della Casa emiliana fu la produzione di uno sfortunato Prototipo 110 cm³ 2 tempi che utilizzava il telaio del vecchio 50 con due "pinne" laterali sul serbatoio per aumentarne la capienza.
Non ebbe successo, anche se non era un mezzo disprezzabile, ma un motociclo del genere, con targa, non incontrò i favori del pubblico che preferì orientarsi sui 125 di aspetto più "motociclistico".
Negli anni '80 la Oscar Motorcycles cessò la produzione.